# Gâdinți (gmina)
Gâdinți – gmina w Rumunii, w okręgu Neamț. Obejmuje tylko jedną miejscowość Gâdinți. W 2011 roku liczyła 1983 mieszkańców.